# 극락가
『극락가』(일본어: 極楽街 고쿠라쿠가이[*])는 일본의 만화이다. 저자는 사노 유토(佐乃夕斗)이다.
『점프 스퀘어』 (슈에이샤)에서, 2022년 8월호부터 연재 중인 작품이다.
「점프 SQ. RISE」 2020 WINTER에서 게재, 완결한 단편 『극락가 3번 거리의 건(極楽街三番通の件)』을 원작으로 하고 있다.

## 줄거리

### 제1권・제2권
극락가에서는 최근 변사체와 함께 실종자가 발생하는 괴기한 사건이 일어나고 있었다. 극락가에서 문제 해결사로 살아가던 타오와 알마 앞에 행방불명된 수인의 친구, 유키(雪)를 찾는 소년 루카와 만나게 된다. 주인공 일행은 마가가 덮치기 직전이었던 두 사람을 위기일발로 구해내는 데 성공한다. (제 1화)
「사라기(蛇穴)」에서 의뢰받은 장소에서, 성묘하던 청년 이사토(伊里)를 만난다. 이사토는 보험금을 노리고 할아버지를 살해한 아버지를 원한에 품고 있었지만, 마가에 의해 길들여진 아버지를 아르마가 쓰러뜨린 것으로 겨우 결단을 내릴 수 있었다. (제 2화)
피해자가 전원 여성으로, 기묘한 목을 매는 사건이 다수 발생하고 있다는 정보가 타츠오미(辰臣, 괴기 사건의 정보를 쫓는 남성)로부터 전해졌다. 범인은 요루(夜)와 요미(黄泉)라는 두 남자지만 해결사가 알아차리는 일은 아직 없었다.(제 3화, 제 4화)
네이(ネイ)와 함께 임무를 수행하던 알마였지만, 타오가 없으면 계박의 말뚝(繋縛の杭)을 뽑을 수 없다는 예상치 못한 약점을 알게 된다. (제 5화)

## 주요 등장인물

### 주요 인물
알마(アルマ)
붉은 머리의 곱슬머리로 군데군데 감색 머리색을 한 청년으로 날카롭고 뾰족한 송곳니가 특징인 남성. 눈동자 색은 옅은 하늘색이다. 신체 능력이 높고, 대식가이다.
마가와 인간 사이에서 태어난 아이로, 일명 「반 마가의 아이(半禍の子)」이다. 마음까지 마가가 되어 가던 와중, 타오에게 주워져 해결사 종업원으로 일하고 있다. 타오에게 허락을 받으면 가슴에 있는 「계박의 말뚝(繋縛の杭)」을 뽑을 수 있고, 중식도처럼 생긴 칼을 사용해 마가와 싸운다. 상대가 마가가 아닐 때에는 주먹이나 발차기를 사용하여 싸운다. 해결사의 사무실에서 타오와 함께 살며 빨래 등 가사 도우미를 하고 있다. 타오와 함께 대마가(対禍) 기관 「사라기(蛇穴)」의 멤버이다. 단편 「극락가 3번 거리의 건」에서는 마린 블루색의 머리카락으로 눈동자는 석양 같은 그라데이션을 하고 있다. 거짓말을 할때에는 코가 잘 들어가서, 상대방이 거짓말을 하지 않는지 알 수 있다. 알마가 말하기를 「눈을 보면 알수 있다」고 한다. 타오에게는 아루(アル)로 불리고 있다.

타오(タオ)
땋은 머리에 큰 키, 파란색 둥근 선글라스가 특징인 여성. 눈동자 색은 보라색이다.
드라이한 성격으로 화를 내면 무섭지만 어려운 사람을 도와주는 상냥한 면도 있다. 해결사를 운영하고 있으며 직원으로서 알마를 돌보고 있다. 해결사 뒤에서는 대마가(対禍) 전문 킬러를 운영하고 있다. 해결사의 의뢰는 터무니없는 금액의 의뢰금을 청구하지만, 마가의 의뢰는 무료로 맡는다. 심각한 골초로, 항상 담배를 피워서 혀가 바보가 되어 있다. 알마 정도의 식성은 아니지만 잘 먹는 편이다. 무기는 권총으로, 알마의 피로 만든 탄약을 마가와의 싸움에 이용하고 있다. 사라기의 멤버로, 사라기를 「집」이라고 부르고 있다. 머리는 은색으로 뿌리는 검은색이지만, 단편 「극락가 삼번 거리의 건」에서는 연분홍색의 머리로 앞머리는 오른쪽으로만 늘어뜨린 헤어스타일을 하고 있으며, 눈동자는 하늘색이였다. 알마에게는 타오씨로 불리고 있다.

### 기타 등장인물
타츠오미(辰臣)
곱슬 머리로 눈매가 보이지 않는 남자. 간사이벤을 사용한다.
정보상에서 사라기나 해결사에게 정보를 매매하고 있다. 평소에는 높은 가격으로 정보를 팔고, 알마에게 제니게바(銭ゲバ, 돈을 위해서라면 무엇이든지 하는 사람)라고 욕을 먹고 있지만 타오에게 반하고 있어, 할인이나 때로는 무료로 정보를 건네주기도 한다. 여자를 매우 좋아하는 성격이다.

네이(ネイ)
포니테일을 한 긴 머리와 연분홍빛 눈동자를 가진 소녀. 1인칭은 「보쿠」. 칼을 무기로 쓰고 마가를 일도양단할 정도의 실력을 지녔다. 피에 마가를 불러오는 특별한 효과가 있어 그 피로 마가를 불러와 싸운다. 자신감이 많으며, 매분 매초라도 칭찬받고 싶기 때문에 하루하루 노력을 거듭하고 있다. 사라기의 멤버이다.

요키(ヨキ)
개나 늑대 같은 모습을 한 수인의 남자. 1인칭은 「와시」.
붙임성 있는 성격. 사라기의 멤버로 본부에 있다. 마가를 구축하는 무기를 만들고 있다.

다라(ダラ)
긴 머리에 고글을 쓰고 있는 여성. 사라기의 멤버로 본부에 있다. 요키와 마찬가지로 무기를 만들고 있다.
네네(ネネ)
해결사 아래층의 호라이반점(宝来飯店)이라는 중국집에서 종업원으로 근무하는 소녀. 엄마와 함께 경영에 힘쓰고 있다. 머리를 모두 묶고 좌우로 경단을 만든 헤어스타일을 하고 있지만, 단편 극락가 3번 거리의 건에서는 경단의 형태는 변하지 않아도 뒷머리를 내리고, 머리색도 다른 헤어스타일을 하고 있다.

## 용어
마가(禍, マガ)
사람이나 동물의 시체로 이루어진 괴물.
얼굴은 없고 사람의 치아를 닮은 송곳니에 긴 혀를 가진 입이 머리에 붙어 있다. 사족보행의 몸에 머리가 여러 개 붙어 있거나, 이족보행 등 모습은 여러 가지 형태로 나뉜다. 동물의 시체를 사용해 사냥감을 유인하거나, 생전의 기억이 육체에 남아 있거나 말하는 개체도 있어 지능을 느끼게 하는 면도 있다. 패루와 비슷하게 생긴 문에서 출현하는 경우가 많다. 특별한 피를 힘의 근원으로 하고 있으며, 알마는 태어나면서부터 그 피를 갖고 있다.

## 장소・조직
극락가 (極楽街)
화려한 북적임과 깊은 어둠이 교차하는 거리. 차이나 타운 같은 분위기를 풍긴다.

극락가해결사무소 (極楽街解決事務所)
어떤 어려움에도 보수에 따라 일을 해결하는 해결사. 그 뒤에서는 대마가(対禍) 전문 킬러로 활동하고 있으며, 모든 마가를 구축할 것을 맹세하고 있다. 사무소는 원래 「작장대삼원(雀荘大三元)」이라고 하는 마작집이었기 때문에, 장소를 알기 어렵다.

사라기 (蛇穴)
마가에 대처하기 위한 기관. 골목 안에 있는 엘리베이터를 이용해 지하로 가면 본부에 도착할 수 있다. 마가를 구축하는 용도의 무기를 만들거나 마가의 정보를 멤버에게 알리고 있다.

## 단편
『극락가 3번 거리의 건』(極楽街三番通の件)은 『점프 SQ. RISE』 2020 WINTER에서 연재된 단편이다.

## 작풍
리뷰어인 크리스 나오(クリス菜緒)는 본 작품에 대해서 「압도적인 그림의 힘에 이끌려 책을 집을 수밖에 없었다」, 「캐릭터의 존재감, 변두리의 분위기나 배틀씬이 마음속에 잠자는 소년을 불러 일으킨다」고 평가하고 있다.

## 평가
2023년 8월, 「다음에 올 만화대상 2023」 코믹스 부문 9위를 수상한다. 같은 해 9월, 「제7회 모두가 선택하는 TSUTAYA 코믹 대상」에서는 10위를 수상한다.2024년에는 「전국 서점원이 뽑은 추천만화 2024」에서 5위로 선정된다.

## 서지 정보
- 사노 유토 『극락가』 슈에이샤 <점프> 코믹스, 전 3권 (2023년 12월 4일 기준)
  1. 2022년 11월 9일 발행 (11월 4일 발매[1][10]), ISBN 978-4-08-882740-7
  2. 2023년 4월 9일 발행 (4월 4일 발매[11]), ISBN 978-4-08-883462-7
  3. 2023년 12월 9일 발행 (12월 4일 발매[12]), ISBN 978-4-08-883725-3